# Lepnica południowa
Lepnica południowa (Silene italica (L.) Pers.) – gatunek rośliny z rodziny goździkowatych (Caryophyllaceae Juss.). Występuje naturalnie w Europie Południowej, Zachodniej i Środkowej oraz w Azji Zachodniej, a także w Afryce Północnej. W Polsce gatunek uprawiany, podgatunek nemoralis (wyróżniany jako lepnica gajowa) rośnie w górach w południowej części kraju.

## Rozmieszczenie geograficzne
Rośnie naturalnie w Europie Południowej, Zachodniej i Środkowej oraz w Azji Zachodniej, a także prawdopodobnie w Tunezji w Afryce Północnej. W Europie spotykany jest w takich państwach jak Portugalia, Hiszpania, Francja, Wielka Brytania, Dania, Niemcy, Polska, Słowacja, Czechy, Austria, Węgry, Włochy, Słowenia, Chorwacja, Bośnia i Hercegowina, Serbia, Czarnogóra, Macedonia Północna, Albania, Grecja, Bułgaria, Rumunia, Mołdawia i Ukraina. Ponadto według niektórych źródeł występuje także w Szwajcarii, na Cyprze, Turcji, Syrii, Libanie, Izraelu, Iranie, na Kaukazie oraz w Turkiestanie.
W Hiszpanii rośnie głównie w północnej części państwa (w Katalonii jest powszechny). We Francji występuje przeważnie w południowej i południowo-wschodniej części kraju – w departamentach Mozela, Saona i Loara, Loara, Rodan, Pireneje Wysokie, Żyronda, Lot i Garonna, Tarn i Garonna, Pireneje Wschodnie, Aude, Aveyron, Tarn, Hérault, Corrèze, Lozère, Gard, Ardèche, Drôme, Isère, Sabaudia, Alpy Górnej Prowansji, Alpy Wysokie, Alpy Nadmorskie, Var, Vaucluse oraz Delta Rodanu, a także prawdopodobnie w Ariège i Górnej Sabaudii. We Włoszech został zaobserwowany we wszystkich regionach oprócz Doliny Aosty i Trydentu-Górnej Adygi na północy kraju. W Austrii jest rośliną potencjalnie zagrożoną wyginięciem. Na Cyprze ma status gatunku autochtonicznego i jest spotykany tylko w zachodniej części wyspy. W Izraelu występuje powszechnie w Górnej Galilei, natomiast na Wzgórzach Golan i górze Hermon jest bardzo rzadko spotykany.
W Polsce w stanie dzikim tylko S. italica subsp. nemoralis (Waldst. & Kit.) Nyman. Rośnie w Pieninach, Skalicach Spiskich i Beskidzie Wyspowym.

## Morfologia

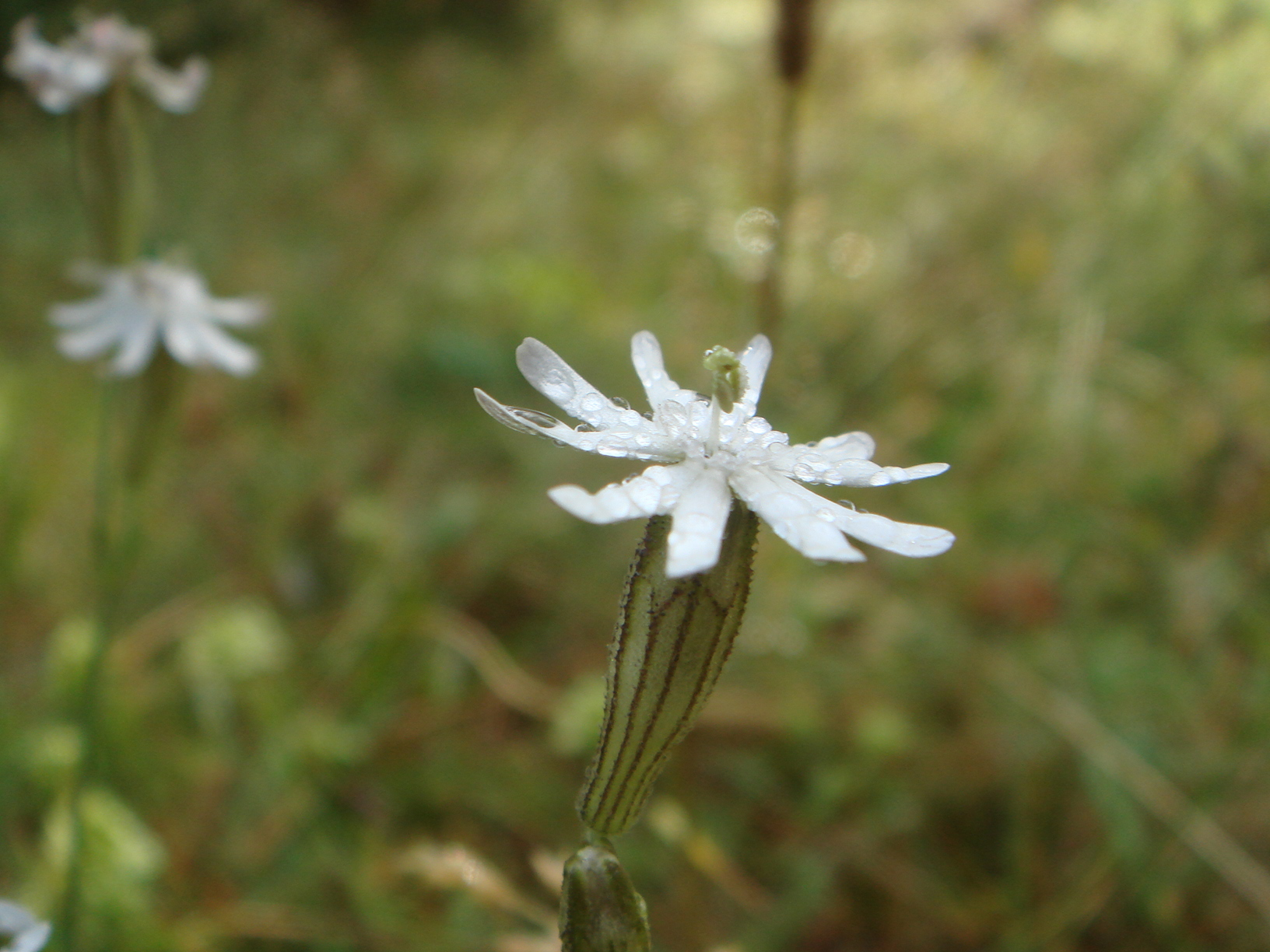
Pojedynczy kwiat

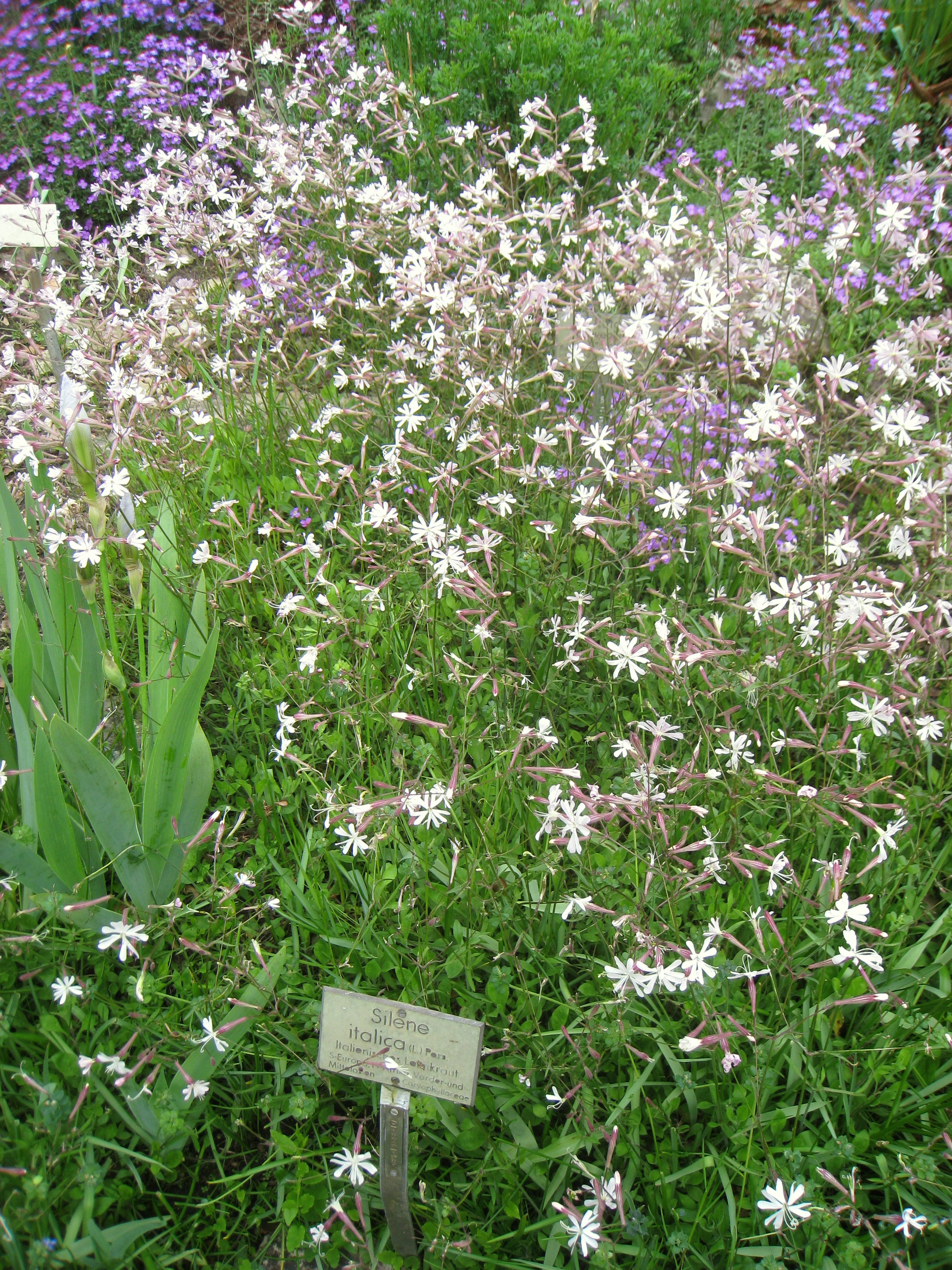
Okaz w Berlińskim Ogrodzie Botanicznym

PokrójBylina dorastająca do 60 m wysokości. Łodyga pokryta jest lekko krótkimi i lepkimi włoskami.
LiścieUlistnienie jest naprzeciwległe. Ich blaszka liściowa ma kształt od owalnego do eliptycznego lub lancetowatego, jest włochata, falista na brzegu, o ostrym wierzchołku.
KwiatyZebrane w luźne piramidalne wiechy. Pojedyncze kwiaty dorastają do 1,4–2 cm średnicy, są wyprostowane. Kielich ma rurkowaty kształt, z widocznymi czerwonymi żyłkami. Płatki są mocno klapowane, górna powierzchnia ma białą barwę (czasami z zielonkawymi żyłkami), natomiast od spodu są czerwonawe lub zielonkawe. Mają 10 pręcików oraz 3 słupki, które wyraźnie wyrastają poza zarys korony. Podsadki są krótsze niż szypułki.
OwoceSuche torebki z sześcioma ząbkami. Karpofor jest owłosiony.
Gatunek podobnyRoślina jest podobna do lepnicy rozdętej (S. vulgaris), która różni się wypukłym kielichem.

## Biologia i ekologia
Hemikryptofit. Rośnie na poboczach dróg, skrajach pól uprawnych, na nieużytkach, skalistych wzgórzach i szczelinach, generalnie na suchym wapiennym podłożu. Na Cyprze występuje na wysokości do 900 m n.p.m., we Włoszech do 1400 m n.p.m., a we francuskim departamencie Górna Sabaudia nawet do 1780 m n.p.m. Najlepiej rośnie na stanowiskach w pełnym nasłonecznieniu. Preferuje gleby o zasadowym odczynie. Kwitnie od kwietnia do lipca. Występuje od 7 do 10 strefy mrozoodporności.
Za dnia płatki tej rośliny są zazwyczaj zwinięte i mogą być niezauważone: tylko działkami z czerwonymi żyłkami i część płatków pozostają widoczne. Jednak wieczorem kwiaty się otwarają emitując zapach, który przyciąga zapylaczy. Pozostają otwarte aż do świtu, gdy pojawią się pierwsze promienie słoneczne.

## Zmienność
W obrębie tego gatunku oprócz podgatunku nominatywnego wyróżniono trzy podgatunki:
- S. italica subsp. coutinhoi (Rothm. & P.Silva) Franco
- S. italica subsp. nemoralis (Waldst. & Kit.) Nyman – lepnica gajowa (syn. Silene nemoralis Waldst. & Kit.)
- S. italica subsp. sicula (Ucria) Jeanm.